# Kenyanthropus platyops
Kenyanthropus platyops es el nombre propuesto para una especie de homínido de la que se encontró un cráneo fósil en 1999, significando su nombre: hombre de cara plana de Kenia,  donde Kenyanthropus significa 'hombre de Kenya', y platyops deriva de las palabras griegas 'platus' plano y 'opsis' cara.
El hallazgo fue hecho por un equipo dirigido por Meave Leakey y su hija Louise, en Kenia, en una región semidesértica cercana al lago Turkana. El fósil data de unos 3,5 millones de años (Piacenziense, Plioceno). Tiene características muy interesantes, ya que posee rasgos faciales planos y delicados, y dientes relativamente pequeños.
Los científicos han propuesto definir el género Kenyanthropus, pues el cráneo encontrado muestra una mezcla equilibrada de rasgos de Australopithecus y Homo, según los descubridores se parece al KNM-ER 1470 otro fósil hallado hace unos años en esa región, clasificado como Homo rudolfensis, y con una datación mucho menor, de unos 1,8 millones de años. No obstante, dado que el espécimen tipo, KNM-WT-4000, está terriblemente distorsionado, hay autores que no lo consideran ni un género ni una especie válida y que podría tratarse simplemente de un espécimen de Australopithecus afarensis o por carecer de mayor evidencia para definir un nuevo género podría a lo más designarse como Australopithecus platyops.
Un estudio de los caracteres craneodentales de los homininos determinó que "no hay soporte de peso para la hipótesis según la cual Kenyanthropus platyops muestra afinidades especialmente cercanas con Homo rudolfensis". En vez de eso, K. platyops hace parte de un mismo clado, tanto con Australopithecus africanus, como con el conjunto de los géneros Paranthropus y Homo. Si K. platyops es una especie válida, estas relaciones sugieren que tanto Paranthropus como Homo se apartaron de otros homininos mucho antes de lo que se suponía.